# Funiculaire Bienne-Macolin

Logo de FUNIC

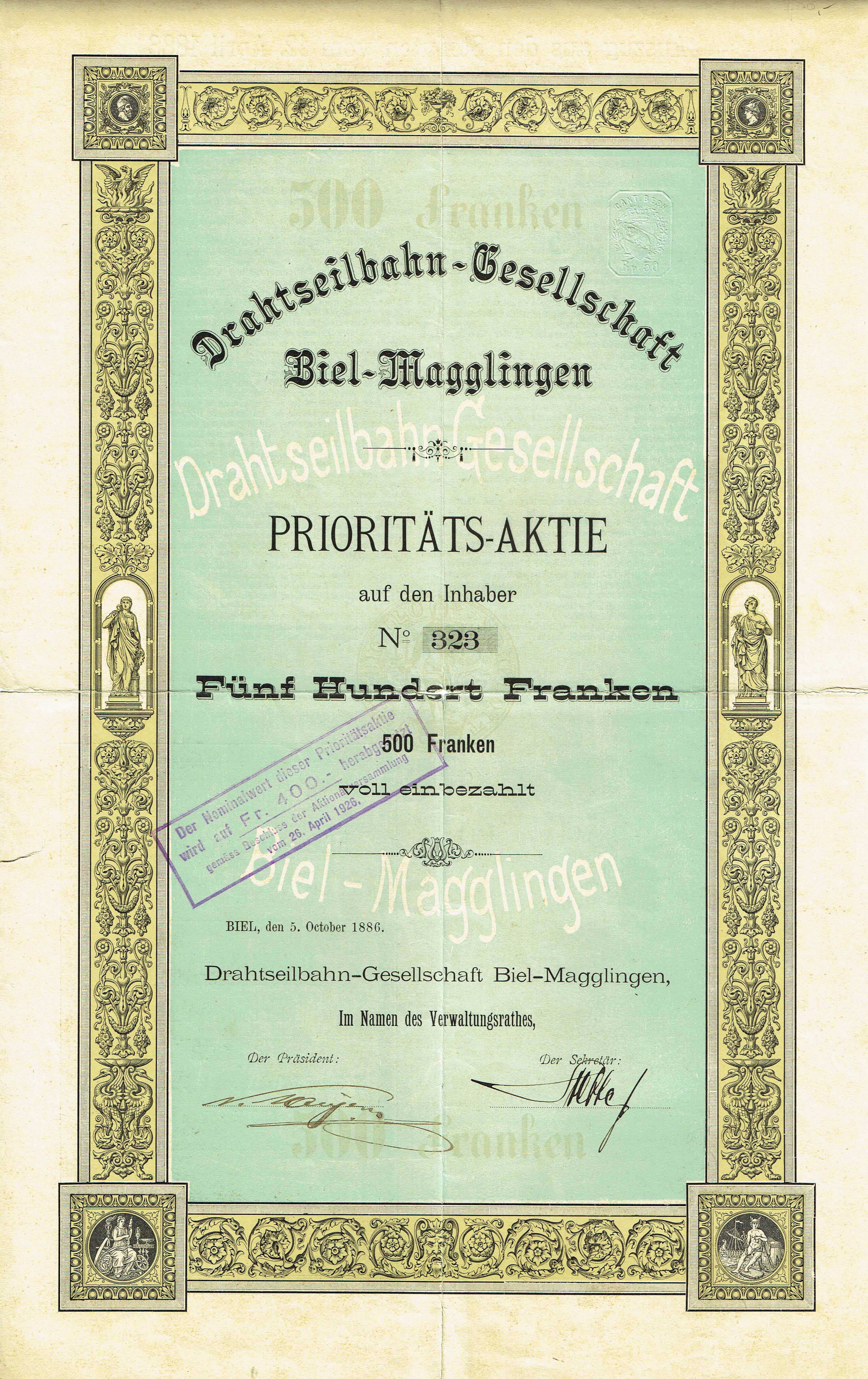
Action de la Drahtseilbahn-Gesellschaft Biel-Magglingen (Bienne-Macolin) en date du 5 octobre 1886

Le funiculaire Bienne-Macolin est un funiculaire qui relie la ville de Bienne à Macolin dans le canton de Berne en Suisse.

## Description
Sa longueur est de 1 693 mètres, pour une dénivellation de 442 mètres. Immédiatement à la sortie de la station du bas, le funiculaire débouche sur un pont d’une longueur horizontale de 86 mètres, pour une portée totale de 90 mètres.

### Caractéristiques[2]
- Longueur exploitée : 1 681 mètres
- Longueur totale : 1 694 mètres
- Dénivelé : 438 mètres
- Rampe : de 202 à 322 ‰
- Écartement des rails : 1 000 mm
- Traction : électrique
- Vitesse : 6 m/s
- Durée du trajet : 10 min
- Constructeur : Garaventa

## Historique
La ligne est inaugurée en 1887. Jusqu’en 1923, c'est un  funiculaire à contrepoids d'eau, avant son électrification. Les deux cabines furent remplacées en 1923, 1954 et 2001.
En 2009, le service des funiculaires Bienne-Macolin ainsi que celui de Bienne-Evilard sont assurés par la société FUNIC.

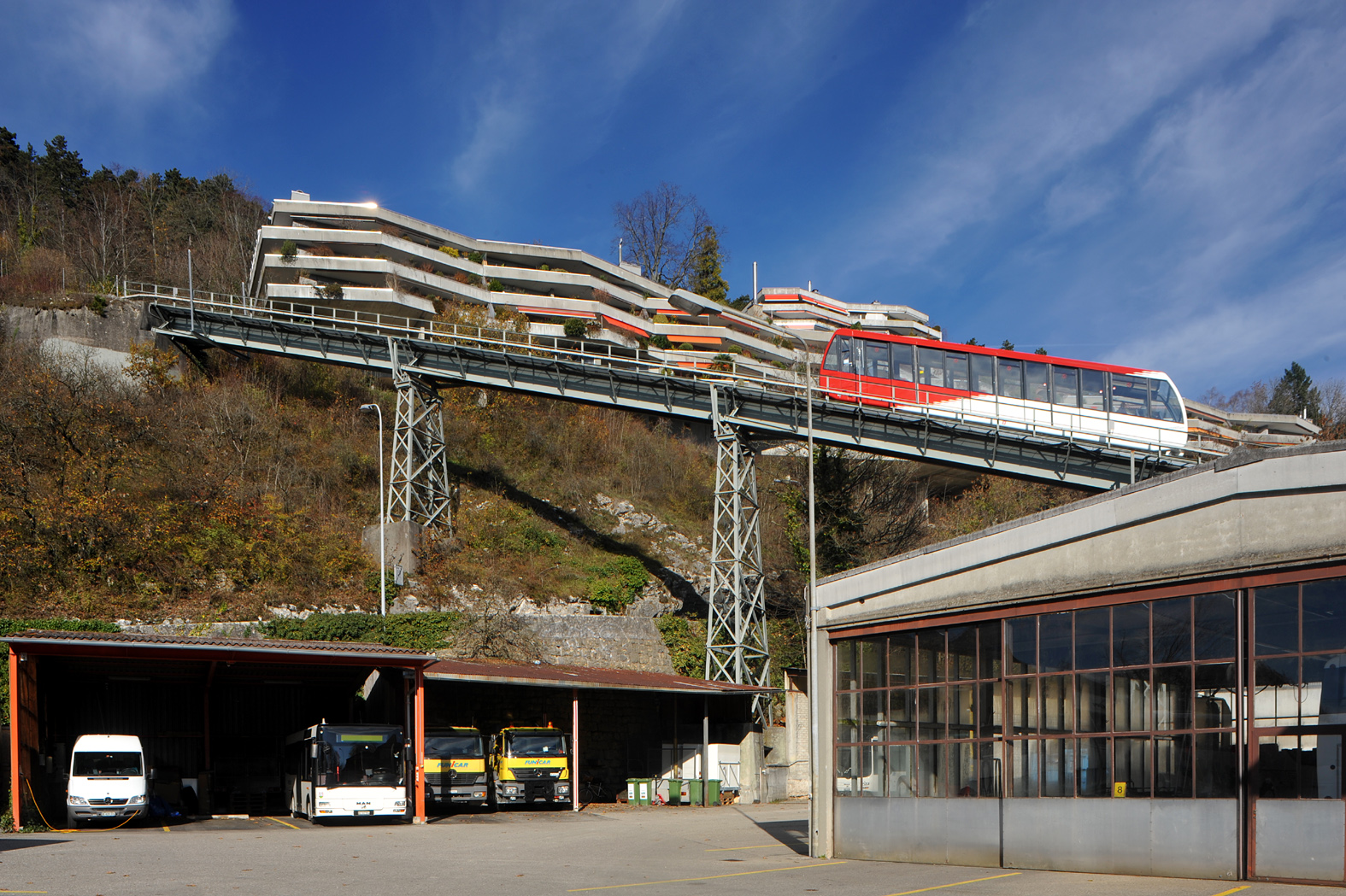
Voiture sur le pont du PasquArt, à proximité de la station inférieure. Ce pont date de 1954.

## Sources
- (de) Cet article est partiellement ou en totalité issu de l’article de Wikipédia en allemand intitulé « Biel-Magglingen-Bahn » (voir la liste des auteurs).